# Lakhoualqa
Lakhoualqa (en àrab لخوالقة, Laḥwālqa; en amazic ⵅⵡⴰⵍⵇⴰ) és una comuna rural de la província de Youssoufia, a la regió de Marràqueix-Safi, al Marroc. Segons el cens de 2014 tenia una població total de 16.375 persones.